# Proaphanostoma tenuissima
Proaphanostoma tenuissima är en plattmaskart som först beskrevs av Westblad 1946.  Proaphanostoma tenuissima ingår i släktet Proaphanostoma och familjen Isodiametridae. Inga underarter finns listade i Catalogue of Life.